# Ledamöter av Europaparlamentet från Sverige 2004–2009
Det här är en lista över de 19 ledamöter som valdes in för Sverige i valet till Europaparlamentet i juni 2004 för mandatperioden 2004–2009.
| Namn                   | Bild | Svenskt parti | Svenskt parti | Partigrupp | Utskott                                     | Kommentar                                    |
| ---------------------- | ---- | ------------- | ------------- | ---------- | ------------------------------------------- | -------------------------------------------- |
| Inger Segelström       |      |               | S             | PES        |                                             | Ledamot sedan 2004.                          |
| Jan Andersson          |      |               | S             | PES        | Ledamot sedan 2004.                         |                                              |
| Ewa Hedkvist Petersen  |      |               | S             | PES        | Ledamot sedan 2004. Avgick i februari 2007. |                                              |
| Åsa Westlund           |      |               | S             | PES        | Ledamot sedan 2004.                         |                                              |
| Anna Hedh              |      |               | S             | PES        | Ledamot sedan 2004.                         |                                              |
| Göran Färm             |      |               | S             | PES        | Ledamot sedan februari 2007.                |                                              |
| Gunnar Hökmark         |      |               | M             | EPP-ED     |                                             | Ledamot sedan 2004.                          |
| Charlotte Cederschiöld |      |               | M             | EPP-ED     | Ledamot sedan 2004.                         |                                              |
| Anna Ibrisagic         |      |               | M             | EPP-ED     | Ledamot sedan 2004.                         |                                              |
| Christofer Fjellner    |      |               | M             | EPP-ED     | Ledamot sedan 2004.                         |                                              |
| Nils Lundgren          |      |               | JL            | IND/DEM    |                                             | Ledamot sedan 2004.                          |
| Lars Wohlin            |      |               | JL            | IND/DEM    | Ledamot sedan 2004.                         |                                              |
| Hélène Goudin          |      |               | JL            | IND/DEM    | Ledamot sedan 2004.                         |                                              |
| Jonas Sjöstedt         |      |               | V             | IND/DEM    |                                             | Ledamot sedan 2004. Avgick i september 2006. |
| Eva-Britt Svensson     |      |               | V             | IND/DEM    | Ledamot sedan 2004.                         |                                              |
| Jens Holm              |      |               | V             | IND/DEM    | Ledamot sedan september 2006.               |                                              |
| Cecilia Malmström      |      |               | L             | ALDE       |                                             | Ledamot sedan 2004.                          |
| Maria Carlshamre       |      |               | L             | ALDE       | Ledamot sedan 2004. Avgick i oktober 2006.  |                                              |
| Olle Schmidt           |      |               | L             | ALDE       | Ledamot sedan oktober 2006.                 |                                              |
| Lena Ek                |      |               | C             | ALDE       |                                             | Ledamot sedan 2004.                          |
| Carl Schlyter          |      |               | MP            | G/EFA      |                                             | Ledamot sedan 2004.                          |
| Anders Wijkman         |      |               | KD            | EPP-ED     |                                             | Ledamot sedan 2004.                          |